# Kapitän Seekrank
Kapitän Seekrank (Originaltitel: Barnacle Bill) ist eine Komödie aus dem Jahr 1957, die 1957 in den Ealing Studios gedreht wurde. Hauptdarsteller war Alec Guinness als Seemann in Nöten. Internationaler Titel des Filmes ist All at Sea.

## Handlung
Der britische Marineoffizier Ambrose hat ein Problem: Seine Karriere steht auf Grund seiner chronischen Seekrankheit auf dem Spiel. Da er einer langen Ahnenreihe erfolgreicher Seefahrer entstammt, deren Geister ihn alle ob seiner Schwäche bedrängen, beschließt er, eine Seebrücke als Schiff umzufunktionieren, um so den Erwartungen an seine Person wie auch seiner körperlichen Schwäche Rechnung zu tragen. Er bekommt Ärger mit den Behörden, die diese Entfremdung des eigentlichen Zwecks beargwöhnen.
Mit Hilfe seiner ihm treu ergebenen Crew kann Ambrose alle Schwierigkeiten meistern und wird sogar von der Admiralität belobigt.

## Kritik
Das Lexikon des internationalen Films urteilte: „Komödie, die nur langsam in Fahrt kommt, in Ansätzen jedoch den Reiz britischer Selbstparodie spüren lässt. Alec Guinness brilliert einmal mehr in der Rolle eines kauzigen Typen mit schelmischer Hintergründigkeit.“ Bosley Crowther resümiert in der New York Times: „Die Dinge entwickeln sich unter Frends Regie ganz unbekümmert, und obwohl das sicherlich nicht Guinness' lustigster Film ist, tut er ganz prima seinen Job, bis ein lustigerer kommt.“ Der Evangelische Film-Beobachter zieht folgendes Fazit: „Englische Komödie [...] mit ergötzlichem Humor. Nach anfänglichen Längen triumphiert uneingeschränkt die kauzige Eigenwilligkeit des britischen Witzes. Empfehlenswert ab 14.“